# إخوان من أطاع الله
الإخوان أو إخوان من أطاع الله هو تنظيم عسكري إسلامي سلفي للقبائل العربية النجدية التي تحالفت مع الملك عبد العزيز أثناء تأسيسه للمملكة العربية السعودية  ظهر الإخوان لأول مرة حوالي عام 1902 تأسست أول هجرة للإخوان عام 1911 في الأرطاوية شمال مدينة الرياض، ثم تزايدت أعداد الهِجَر بعد ذلك حتى بلغت أكثر 200 هجرة موزعة في كافة مناطق شبه الجزيرة العربية. وسميت بالهجر نسبة لهجر الإخوان حياة البادية، وكون الإخوان الجيش الأساسي لقوات الملك عبد العزيز بن عبد الرحمن آل سعود، خلال حروب توحيد السعودية.

## النشأة

### التسمية
أجمعت المصادر بأن تسمية الإخوان أخذت من اسم الجماعة الإسلامية في عهد الرسول، وكونت آنذاك مجتمعاً إسلامياً في مكة المكرمة في البداية ثم في المدينة المنورة، ثم تحابت في الله بروابط التآخي. واسم الإخوان مأخوذ من الآية ﴿إنما المؤمنون أخوة﴾. فكلمة الإخوان هي رجوع بالإسم إلى مبدأ الأخوة الذي أخذت به الجماعة الإسلامية الأولى. وقد ورد في كتاب أحمد عسه عن حركة الإخوان وتعريف الهجرة بأن الهجر جمع هجرة، والهجرة في الإسلام تعني الانتقال من بلد الشرك إلى بلد الإسلام للعمل والعيش فيها. وقد يكون هذا الإسم قد أخذ من هجرة الرسول صلى الله عليه وسلم وأصحابه من مكة المكرمة إلى المدينة المنورة، فأرادوا أن يحذوا حذو النبي، وأنهم باستقرارهم الجديد فكأنما يطيعون الله ويهبون أنفسهم للتوحيد والدعوة الإسلامية. وذكر عبد الله بن محمد بن خميس في كتابه (تاريخ اليمامة) ما نصه:«الإخوان سموا بهذا الإسم لأنهم قد تآخوا وتصافوا واتفقوا على الهدى، وتعاونوا على البر والتقوى حسبما يصدق عليهم هذا المسمى "الإخوان"». وكان لديهم عزوة خاصة بهم وهي" أخو من طاع الله" واتخذوها بديلا عن العزاوي القبلية، كدلالة على توجههم الديني.

### بداية النشأة

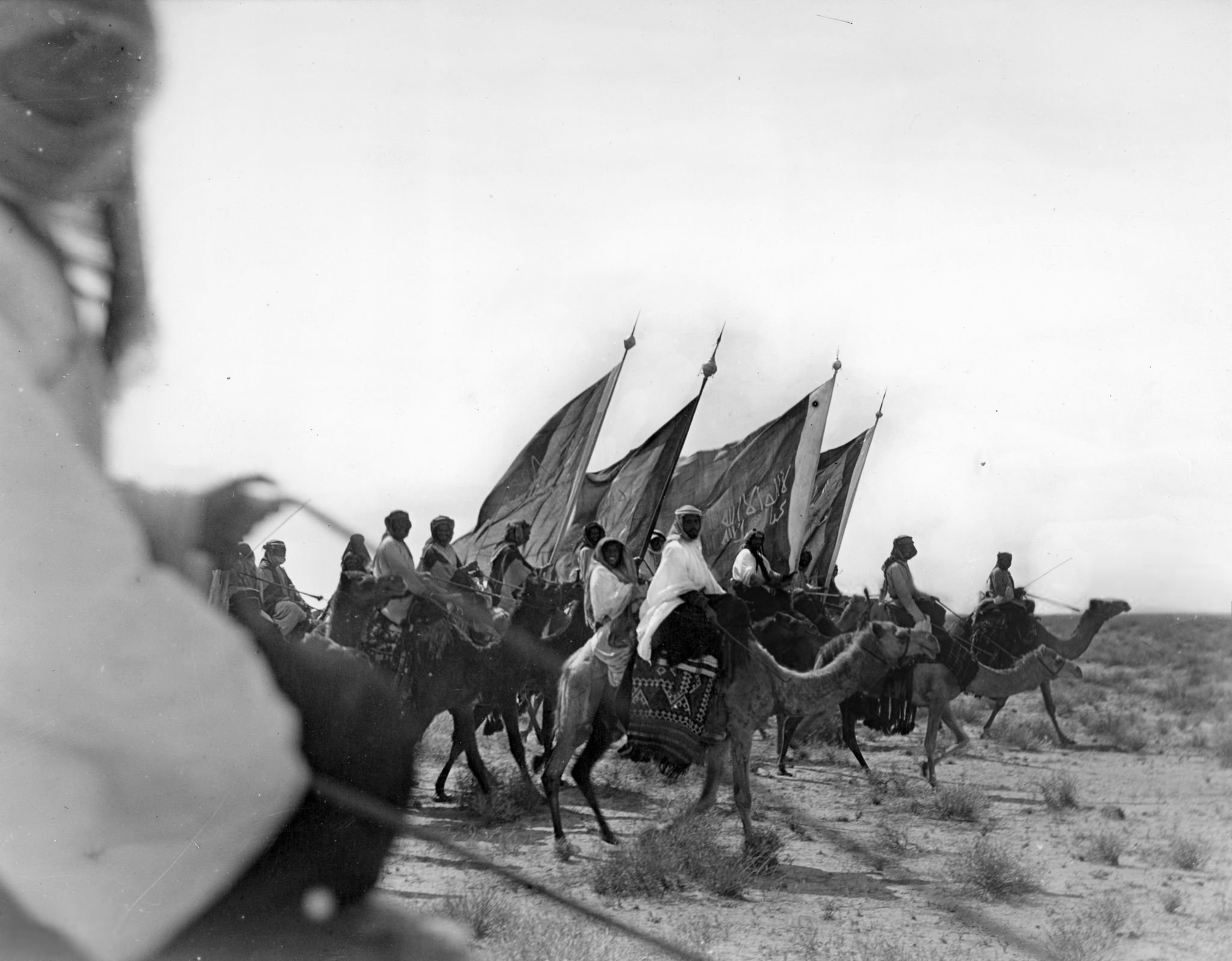
جيش الإخوان

كانت بداية نشأة حركة الإخوان عام 1911. وكانت الأرطاوية هي أول مستوطنة (هجرة) لإخوان من طاع الله وسكنتها (أنشأتها) بادية قبيلة مطير. وسميت الهجر بذلك لأن سكانها هجروا حياة الغزو والترحال إلى حياة التدين والاستقرار، وكان الإخوان ينظرون إلى الملك عبد العزيز بمنظور الإمام والقائد.
ولقد أدى ظهور حركة الإخوان إلى فوائد للملك عبد العزيز، في بدايات تأسيس الدولة السعودية الثالثة، منها:
1. القضاء، إلى حدّ ما، على العداء، الذي كان يثور بين القبائل البدوية، بين الفينة والأخرى.
2. التخفيف من حدّة الولاء القبلي لزعماء القبائل البدوية، لحساب القيادة الدينية، المتمثلة في الحكومة المركزية في نجد.
3. تكوين فرق عسكرية ضاربة، تدفعها الحماسة الدينية إلى الفتح والقتال، كانت عوناً للملك عبد العزيز على السيطرة على الحجاز وحائل وعسير والجوف والأحساء، وغيرها من أقاليم شبه الجزيرة العربية.
4. تسهيل مهمة الحكومة المركزية في الحفاظ على الأمن.

## أسلوب اللباس والسلاح والقتال

### اللباس
وقد تميز الإخوان بزي خاص عن باقي البدو إذ يقومون بلف عصبة بيضاء على الكوفية بدل أن يلبسوا العقال التقليدي.

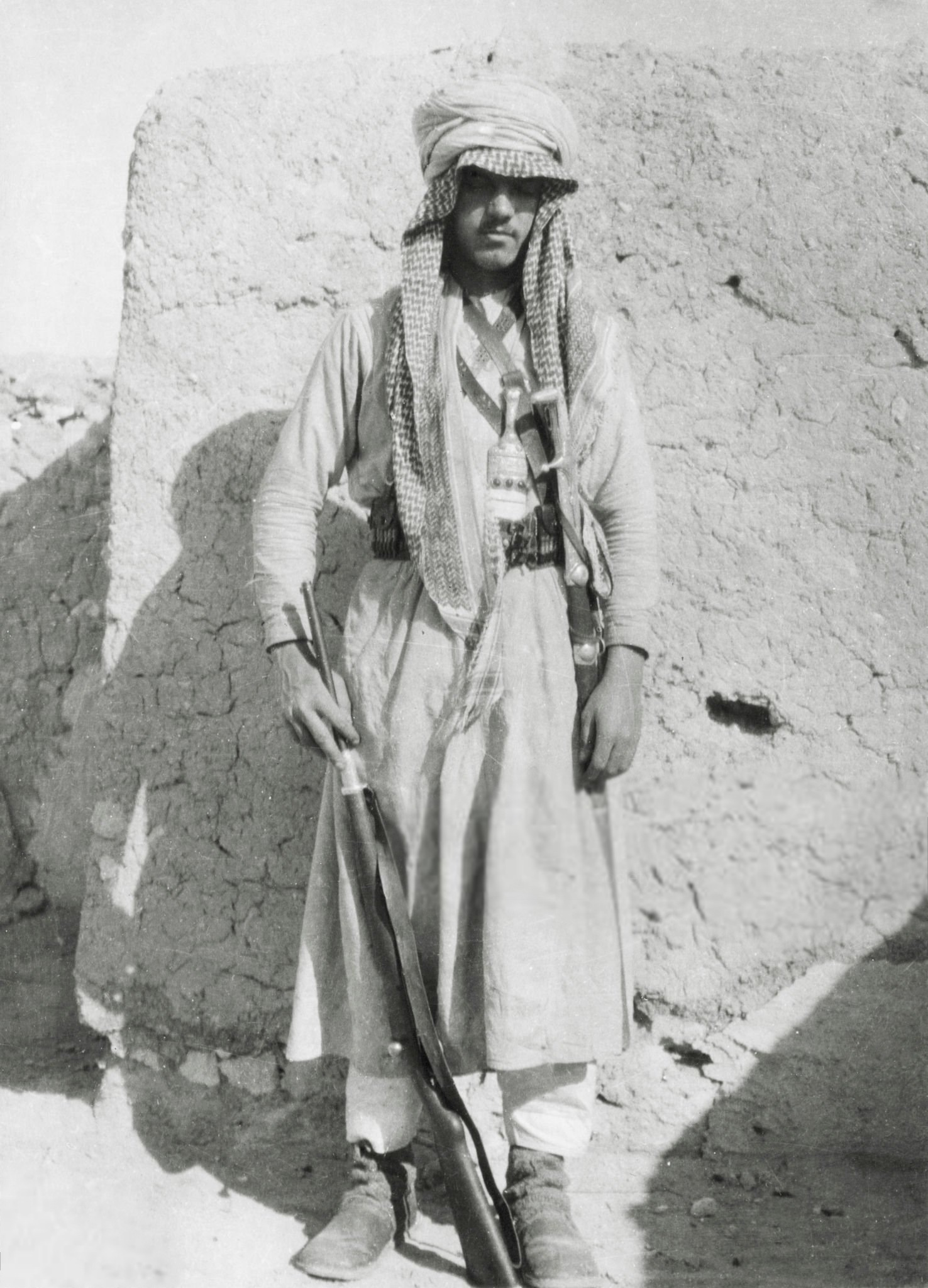
مقاتل من جيش الإخوان يرتدي الكوفية أو غطاء الرأس

ويذكر بدر الدين عباس الخصوصي عن زي الإخوان:
«ويرتدي سكان الهجر ثيابا تمتد حتى الكاحل اقتداء بالرسول عليه الصلاة والسلام، ويضعون على رؤوسهم الطاقية والغترة، ويثبتونها بعصابة بيضاء يلفونها حول الرأس بدلا من العقال الذي اعتبروه رمزا للبداوة التي نبذوها وانفصموا عنها. ويطيل الإخوان شعر رؤوسهم فيتدلى على الجباه والأكتاف، ويحرمون إطالة الشارب ويحتفظون بلحية قصيرة، ويلبسون الخف أو الصندل، كما يلبسون الزربول خلال المعارك ويتصل به ما يشبه الجورب الذي يمتد قليلا فوق الكاحل، ويرتدون خلال الاستنفار حزاما مملوءا بالطلقات، ويحملون البندقية على الكتف، ويضعون الخنجر في الحزام الذي يحيط بالخصر.»

### السلاح والقتال

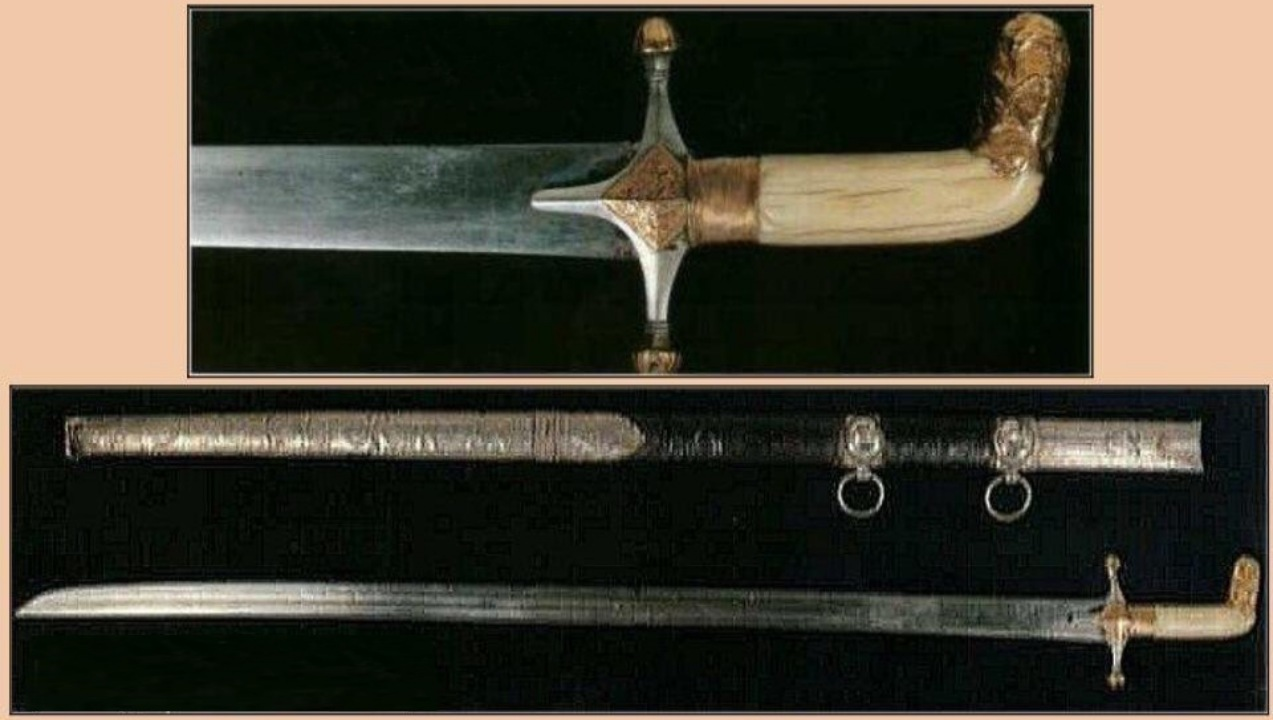
سيف فيصل بن سلطان الدويش سلمه لمبعوث الحكومة البريطانية في معسكر قائد السلاح الجوي الملكي البريطاني وقائد القوات المرابطة في العراق السيد ألن نائب مرشال سلاح الجو الملكي البريطاني والذي كان يدير العمليات ضد الإخوان. وقد بيع في مزاد علني بلندن قبل عدة سنوات واشتراه أحد الشيوخ من اسرة آل ثاني حكام دولة قطر.

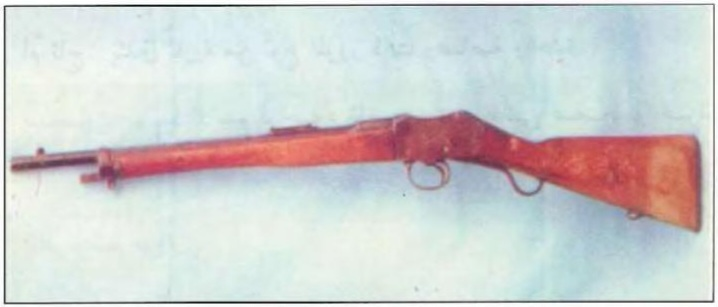
بندقية أم تاج الذي كان الإخوان يستخدمونها.

اعتمد الإخوان، كونهم رجال قبائل غير نظاميين، بشكل أساسي على الأسلحة التقليدية مثل الرماح والسيوف والخناجر وأحيانًا الأسلحة النارية القديمة، والتي يحملونها على الكتف. وعادة ما يهاجمون في شكل غارات وهو أسلوب لطالما استخدمه البدو في صحاري شبه الجزيرة العربية. سافر هؤلاء المغيرون بشكل رئيسي على الجمال وبعض الخيول. عادة، يُقتل كل رجل عدو تم أسره بقطع رقبته.

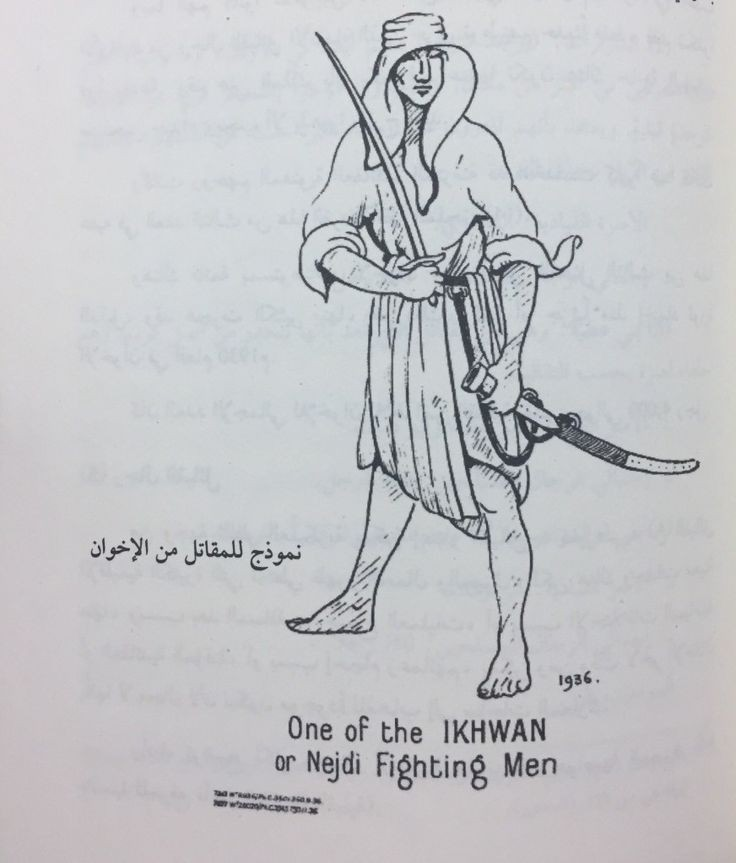
نموذج عن مقاتل من اخوان من أطاع الله

## الهجرات
هجر الإخوان (مفردها هجرة)، هي مستوطنات حضرية أنشأها أمير نجد عبد العزيز آل سعود (مؤسس المملكة العربية السعودية) للبدو الرحل ليستقروا فيها بدلا من حياة البداوة والترحال في بدايات القرن العشرين، وكان البدو يشكلون نصف سكان بلاد نجد آنذاك، وكان هدف عبد العزيز إخضاع البدو وتحويلهم إلى السلفية الوهابية المقترنة بسلطته. فسميت هجرة لهجرة حياة البادية للتمدن و«ترك الوطن الذي بين الكفار والانتقال إلى دار الإسلام»، :232 فارتبطت الهجر بنشر التعاليم الإسلامية السلفية الوهابية والجهاد في سبيل الله والولاء لإبن سعود. ونشأ فيها الإخوان، جيش ابن سعود الديني القومي. أسست أول هجرة عام 1911 في الأرطاوية ثم تأسست هجرة الغطغط، وفي البدء تم إقناع أمراء القبائل البدوية على بيع إبلهم وتحولو إلى إخوان ويتميزون عن حاضرة نجد بعصابة بيضاء على الشماغ ويشكلون قوة عسكرية لإبن سعود،
تزايدت أعداد هجرة الإخوان في شبه الجزيرة العربية حتى بلغت 200 هجرة كما بلغ عدد من يلبون الجهاد في تلك الهجر عام 1926 نحو 76,500 مقاتل يضاف إلى هذا الرقم ضعفاه (173,000) الضعف الأول هم البدو الذين يرعون المواشي والضعف الثاني حرفيو القرية.

عقاب بن محيا أحد أبرز قادة الإخوان

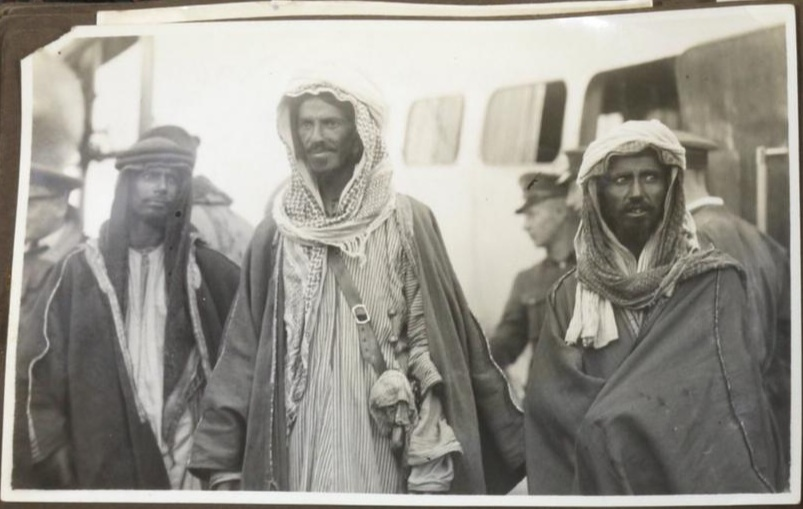
من اليمين فالح بن دهمه ونايف بن حثلين وجاسر بن صاهود بن لامي المطيري

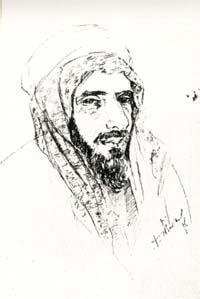
صورة رسمت بخط اليد في يناير من عام 1930 لشيخ قبيلة مطير ومن أبرز قادة الإخوان فيصل بن سلطان الدويش

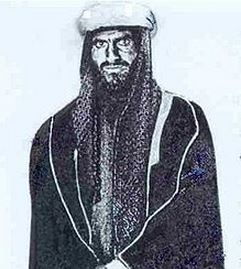
سلطان بن بجاد أحد أبرز قادة الإخوان

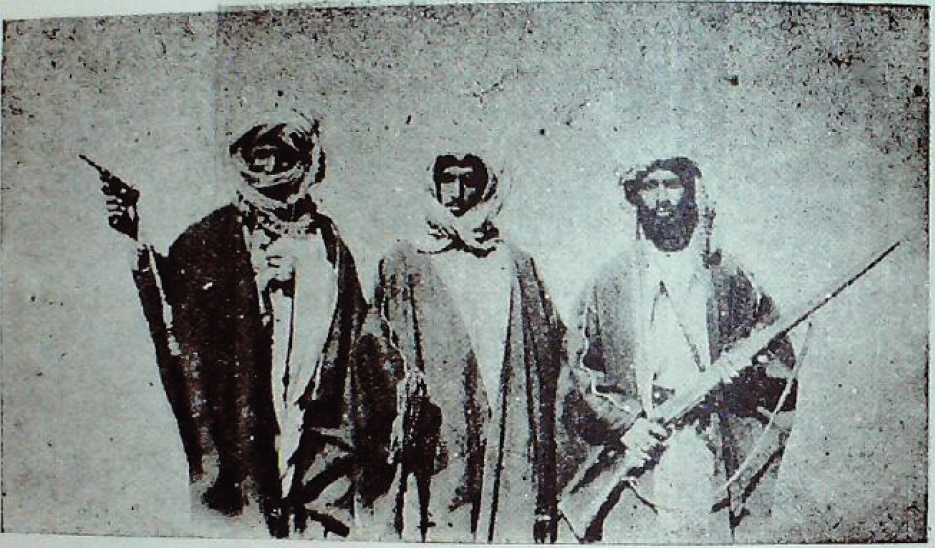
ضيدان بن حثلين في وسط الصورة أمير قبيلة العجمان ومن أبرز قادة الإخوان التقطت الصورة في عام 1911م

| - هجر قبيلة عتيبة(الإجمالي 14,600) - الغطغط ٬ عدد المجاهدين 5,000 - الداهنة ٬ عدد المجاهدين 2,000 - عرجا ٬ عدد المجاهدين 2,000 - نفى ٬ عدد المجاهدين 1,500 - عروة ٬ عدد المجاهدين 1,000 - السنام ٬ عدد المجاهدين 1,000 - ساجر ٬ عدد المجاهدين 800 - الروضة ٬ عدد المجاهدين 700 - عسيلة ٬ عدد المجاهدين 300 - الصوح ٬ عدد المجاهدين 300 | - هجر قبيلة مطير(الإجمالي 11,100) - الأرطاوية ٬ عدد المجاهدين 2,000 - قرية العليا ٬ عدد المجاهدين 1,500 - مبايض ٬ عدد المجاهدين 1,000 - فريثان ٬ عدد المجاهدين 1,000 - الاثلة ٬ عدد المجاهدين 1,000 - قرية السفلى ٬ عدد المجاهدين 1,000 - مسيكة ٬ عدد المجاهدين 800 - ضرية ٬ عدد المجاهدين 800 - مليح ٬ عدد المجاهدين 700 - العمار ٬ عدد المجاهدين 700 - الارطاوي ٬ عدد المجاهدين 600 | - هجر قبيلة حرب(الإجمالي 10,800) - دخنة ٬ عدد المجاهدين 2,500 - قبه ٬ عدد المجاهدين 2,000 - الشبيكة ٬ عدد المجاهدين 1,000 - الدليمية ٬ عدد المجاهدين 1,000 - البرود ٬ عدد المجاهدين 1,000 - الفوارة ٬ عدد المجاهدين 1,000 - حنيظل ٬ عدد المجاهدين 700 - القرين ٬ عدد المجاهدين 700 - الساقية ٬ عدد المجاهدين 600 - حليفة ٬ عدد المجاهدين 300 |

## دورهم في تأسيس المملكة العربية السعودية

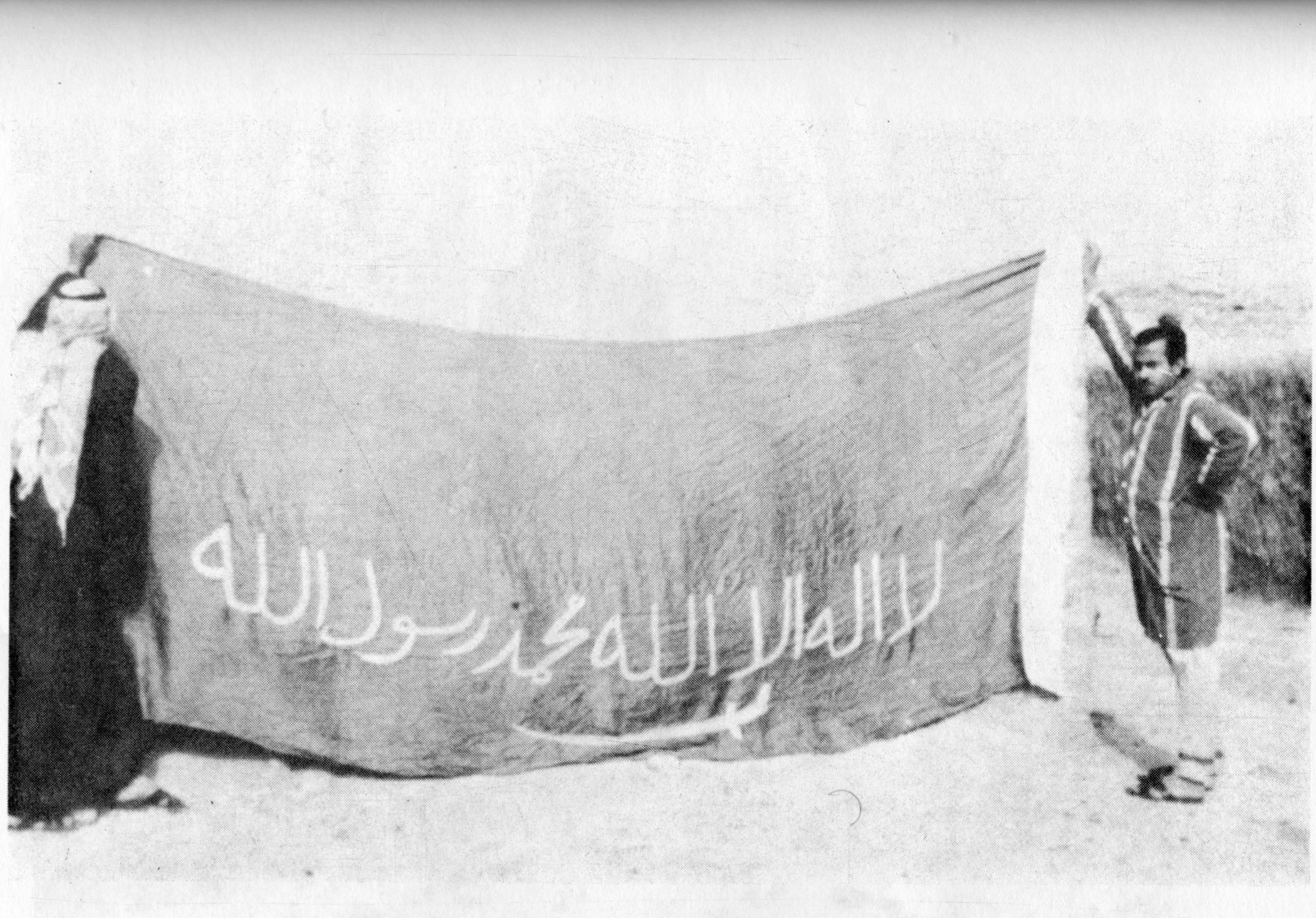
راية إخوان من أطاع الله

ساهم الإخوان بشكل مؤثر في تحقيق انتصارات عسكرية لمؤسس المملكة العربية السعودية الملك عبدالعزيز بن عبدالرحمن آل سعود مكنته من الانتصار على إمارة جبل شمر وعلى مملكة الحجاز وعلى دولة الأدارسة في عسير. يقول حافظ وهبة مستشار الملك عبد العزيز: «أصبح الإخوان لا يهابون الموت، بل يندفعون إليه اندفاعا طلبا للشهادة ولقاء الله. وقد شاهدت بعض مواقعهم الحربية، فوجدتهم يقذفون بأنفسهم إلى الموت قذفا، ويتقدمون إلى أعدائهم صفا صفا، ولا يفكر أحدهم في شيء إلا هزيمة العدو وقتله. والإخوان على العموم لا تعرف قلوبهم الرحمة على الاعداء ولا يفلت من تحت أيديهم أحد. فهم رسل الموت أينما رحلوا»

## تمرد الإخوان (1929-1930)
بعد انتهاء الحرب الحجازية النجدية (1924-1925) التي قضت على المملكة الحجازية الهاشمية حيث أراد الإخوان شن الغارات على بادية العراق والكويت تحديا لأوامر الملك عبد العزيز بوقف الهجمات حيث إن السلطنة النجدية ملتزمة بمنع الغزو بين قبائل نجد والعراق وفقا لمعاهدة بحرة الموقعة عام 1925. إلا أن الإخوان كانوا ينظرون إلى ما يفعلونه في العراق على أنه جهاد. وفي عام 1926 اجتمع ثلاثة من كبار قادة الإخوان، وهم فيصل بن سلطان الدويش وسلطان بن بجاد وضيدان بن حثلين، في بلدة الأرطاوية حيث تضامنوا فيما بينهم على نصرة الدين ومواصلة قتال المشركين.

### معركة السبلة

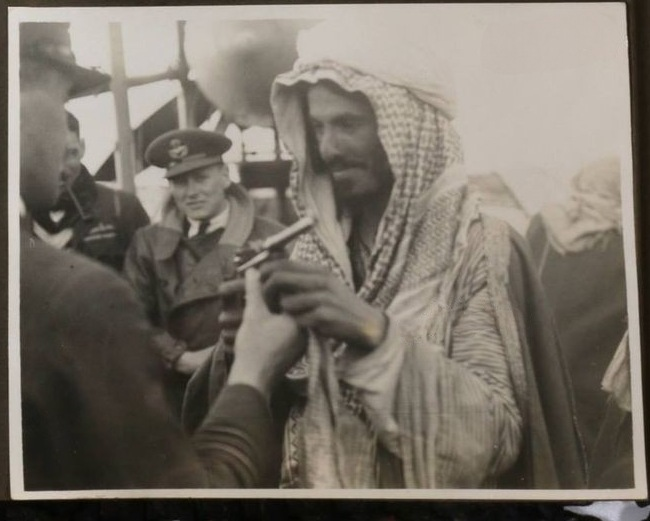
نايف بن حثلين وهو يسلم مسدسه الشخصي لضابط بريطاني بعد استسلامه للقوات البريطانية.

تواجه الإخوان بقيادة فيصل بن سلطان الدويش وسلطان بن بجاد ضد الملك عبد العزيز بن عبد الرحمن آل سعود في روضة السبلة شمال شرق مدينة الزلفي في 29 مارس 1929 وانهزم فيها الإخوان وأصيب الدويش في المعركة ونقل إلى الأرطاوية. بعد انهزام الإخوان في معركة السبلة تقدم الملك عبد العزيز بجيشه إلى الأرطاوية وخيّم بالقرب منها وحمل الدويش إليه فتركه وعفى، أما سلطان بن بجاد فقد استجاب إلى دعوة للمصالحة عقدت بينه وبين الملك عبد العزيز في شقراء وعند حضوره تم القبض عليه ثم نقل وسجن في الرياض حيث قضى بقية حياته حتى وفاته.

### معركة أم رضمة
قرر فيصل الدويش إرسال ابنه عبد العزيز وهو شاب في 25 من عمره على رأس غزوة إلى بلاد حرب وشمر وعنزة الجنوبية. وسار عبد العزيز في 15 أغسطس على رأس قوة مختارة قوامها 650 شاباً من الهجانة ينتمون إلى مطير والعجمان، ونجح عبد العزيز الدويش في الاستيلاء على قطعان كبيرة من الجمال تعود لشمر والعمارات، واستولت أيضاً على قافلة سعودية تحمل زكاة من حائل قدرها 10,000 ريال. وعاد الغزاة وخلال مرورهم بآبار أم رضمة تواجهوا مع أمير حائل عبد العزيز بن مساعد بن جلوي في وانتهت المعركة بانتصار قوات ابن مساعد ومقتل عبد العزيز الدويش.

### الاستيلاء على الحرم المكي 1979
أطلق المتمردون الذين شاركوا في الاستيلاء على المسجد الحرام عام 1979 في مكة على أنفسهم بـ «الإخوان»، وبالتالي في نظرهم يبررون الاستيلاء كوسيلة لتحرير المملكة مما اعتبروه «ردة غربية». قادهم جهيمان العتيبي، وهو صدى لتهمة والده في عام 1921 ضد الملك السعودي السابق. أدى الاستيلاء وتداعياته إلى زيادة قوة وتأثير رجال الدين المحافظين على الحياة السياسية والثقافية والاجتماعية السعودية، مما وضع نهاية مفاجئة للنظرة المعتدلة نسبيًا (في ذلك الوقت) للمملكة نحو التحديث والتغريب.

## قضية المحمل المصري
شهد صيف 1925 أول موسم حج بعد السيطرة على مكة، فكانت المدينة مليئة بالإخوان الذين جاءوا للحج. وحرص المصريون على إعطاء انطباع جيد عنهم لدى ملك الحجاز الجديد، فدخل المحمل تتقدمه فرقة موسيقية يحيط بها حراس المحمل من المصريين. طالب الإخوان من الموسيقيين أن يوقفوا عزفهم لأن ذلك يعتبر تدنيسا للمقدسات، فلم يلتفتوا إليهم وتابعوا مسيرهم كما اعتادوا فعله في السنين الماضية. فهاجمهم الأخوان بأمر من ابن بجاد واطلقوا النار عليهم وقتلوا بعضهم. ولم تنفع وساطة الأمير فيصل بن عبد العزيز. فكانت النتيجة أن المصريين قطعوا علاقاتهم مع الحكومة الجديدة ورفضوا ان ينسجوا الكسوة بعد ذلك، وهكذا توقف المحمل المصري.

### الخبر كما ورد بجريدة الأهرام المصرية
برقية بعث بها أمير الحج اللواء محمود عزمي باشا إلي وزارة الداخلية يقول فيها:
اعتدى جمع من البدو على ركب المحمل برمي الأحجار واطلاق الرصاص بالقرب من «منى» وقد ردت القوات المصرية على الاعتداء بإطلاق بعض طلقات المدافع والبنادق مما تسبب في خسائر من جانب أرواح المعتدين بعد ما ذهبت مساعي ابن سعود سدى وجرح الضابط علي أفندي موسى وثلاثة من العساكر جروحا بسيطة من رمي الأحجار وقتلت بعض الجمال من الرصاص، وقد تبادلنا رسائل رسمية مع ابن سعود نرجو تبليغ وزارة الحربية بما يخصها.

### الحادث كما ورد في جريدة البلاغ الحجازية
جاء المحمل المصري من جدة وخيم في مكانه المعتاد من ضاحية مكة ثم انتقل منها يوم التروية إلي (مني) حيث بلغ آخرها بسلام، وهناك ارتفعت أصوات أبواق حرس المحمل فاستنكرها العرب من النجديين وغيرهم الذين يعتقدون حرمة جميع المزامير ولا سيما في هذه المشاعر العظام. فاجتمع بعض الغوغاء المجهولين منهم إلي مصدر الصوت وكثر اللغط في ذلك وكان مع المحمل بعض الحامية النجدية فأخذوا يردون الغوغاء بالضرب والتهديد، وقد وصل الخبر لجلالة الملك فأرسل في الحال نجله سمو الأمير فيصل بقوة فذهب لمكان الحادثة وطلب من رجال المحمل أن يقفوا في أماكنهم وأخذ يقاوم الغوغاء وطلب زيادة قوة من أبيه فأمده بأخيه سمو الأمير سعود مع قوة معه، وبينما جند الحكومة تدافع الغوغاء وإذا برجال المحمل يطلقون المدافع والأسلحة التي معهم بغير حساب علي الأماكن التي يخيم فيها الحجاج النجديون فقتل من الأبرياء الذين هم في أماكنهم خمسة وعشرين بين رجل وامرأة وطفل وقتل أربعون بعيرا. ولما وصل الأمر لهذا الحد خرج جلالة الملك بنفسه يحف به جميع أولاده وأفراد عائلته وحاشيته، وكان أهل نجد في أشد ما يكون من الحنق ولكنه خاطبهم وقال (أذكركم بالله في هذا المقام ثم أذكركم بشرفكم وحجتكم وأخبركم بأن هذا المحمل لا يمكن أن يتجاوز عليه أحد وبأحد ممن معي بقية من حياة), ولما سمع بذلك أهل نجد ورغما عما أصابهم من بلاء لم يستوجبوه رجع عاقلهم علي سفيههم حتي ارتدت جميع تلك النفوس ببضع دقائق إلي أماكنهم وطفئت الفتنة ثم سار المحمل محفوفا بقوة من جند الحكومة ولم يصب منهم أحد بأذي وساد السكون والأمان، ولم يحصل ما يكدر بعد ذلك.

### رواية إبراهيم بن محمد الحسون
كان موقع المحمل المصري في ذلك اليوم في الجانب الجنوبي من الساحة مما يلي مسجد الخيف في منى، كانت نسبة البادية التي احتوتها منى ذلك اليوم، وكلهم من الإخوان الذين يمثلون كل قبائل الجزيرة. كانت نسبتهم لبقية الحجاج قد تصل إلى 80٪.
بعد صلاة المغرب من ذلك اليوم عندما خفت وطأة الحرارة، وابتدأ الجو بالبرودة، أخذ الحجيج في طي خيامهم متجهين إلى عرفات، وبينما كنا نطوي خيامنا، ونضع أمتعتنا على رواحلنا، إذا بنا نسمع لعلعة الرصاص، وكأنه صواعق تنهال على الأرض، وكانت أصداؤها بين جبال منى تزيدها شدة وعنفاً. وفجأة انقلب الوضع إلى صراخ وصياح وركض على غير هدى، دواب وأشخاص بعضها يطأ بعضاً، كل منها يحاول النجاة، وكلها أخذت في اتجاه من الشرق إلى الغرب، بالاتجاه إلى مكة.
ظل هذا الوضع نحو ربع ساعة تقريباً، وإذا بالرصاص فجأة يصمت، ونسمع عشرات من الخيل تجري بكل سرعة على مختلف الجهات بين الحجيج، وعليها رجال ينادون بأعلى أصواتهم (الأمان يا حجاج.. الأمان يا حجاج.. الأمان يا حجاج). انتهى كل شيء، لا خوف ولا رصاص.. عودوا إلى وضعكم الطبعي.
مكث الناس مشدوهين يتساءلون: ما الذي حدث؟ وشيئاً فشيئاً عُرِفت الحقيقة، وهي ان ما حدث كان نتيجة لما وقع بين الإخوان وبين حرس المحمل المصري. إذ أن الإخوان ما كادوا يسمعون صوت الموسيقى، تعزفها فرقة المحمل، حتى أسرعوا إلى الجنود المصريين يضربونهم لإسكاتهم، ثم تطور الأمر إلى إطلاق الرصاص من كلا الجانبين.
ومن لطف الله بالحجيج أنه كان مخيم الملك عبد العزيز
على مقربة من موقع الحادث، وكان موكبه بطبيعة الحال يتألف من مجموعات كثيرة من الخيل التي ترافقه، فما كاد يسمع الرصاص حتى أسرع بكل جهده أخذ بإرسال القوة التي كانت معه للفصل بين الإخوان وجنود المحمل بعد أن أخذ أدوات الموسيقى التي كانت مع الجنود، وقد ذكر فيما بعد أن القتلى من جنود المحمل قد لا يقلون عن عشرة، وأن من قتل من الإخوان قد يكون ضعف هذا العدد، كما أن جرحى الإخوان قد يبلغون الأربعين نفراً.
وقد شاهدت بنفسي في صباح اليوم التالي، ونحن نصل إلى أرض عرفة، أن مر بجواري أحد الأخوان على ناقته والشق الأيمن من وجهه بما فيه عينه مدلاة يسيل منها الدم
هدأت الحال، وظل الناس مبهوتين في أماكنهم غير مطمئنين حتى مضى الهزيع الأول من الليل، ثم ابتدؤوا في الرحيل من منى إلى عرفة، وكانت الخيل لا زالت تتردد على جنبات منى مخترقة صفوف الحجيج وهي تطمئنهم، وتخبرهم أن لا خوف عليهم .

## الآراء حول الإخوان
اختلفت الآراء حول حركة إخوان من أطاع الله، فهناك من يراها إحياء لدعوة محمد بن عبد الوهاب، وهناك من يراها اتجاها متطرفا لدعوة ابن عبد الوهاب، وهناك من يربط بينها وبين الشيوعية، وهناك من ينظر لها بانها حركة اشتراكية تجبر الأغنياء تقاسم الممتلكات مع الفقراء.

## معرض صور

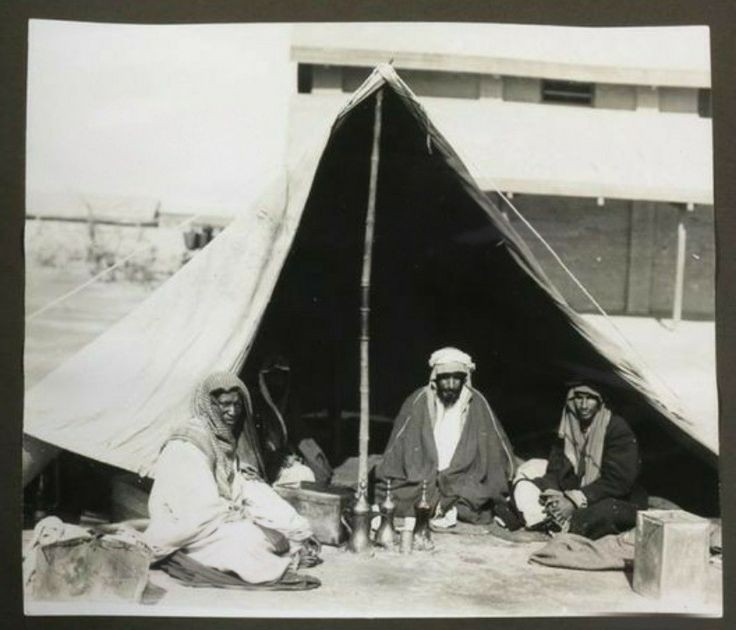
استسلام فيصل الدويش والإخوان
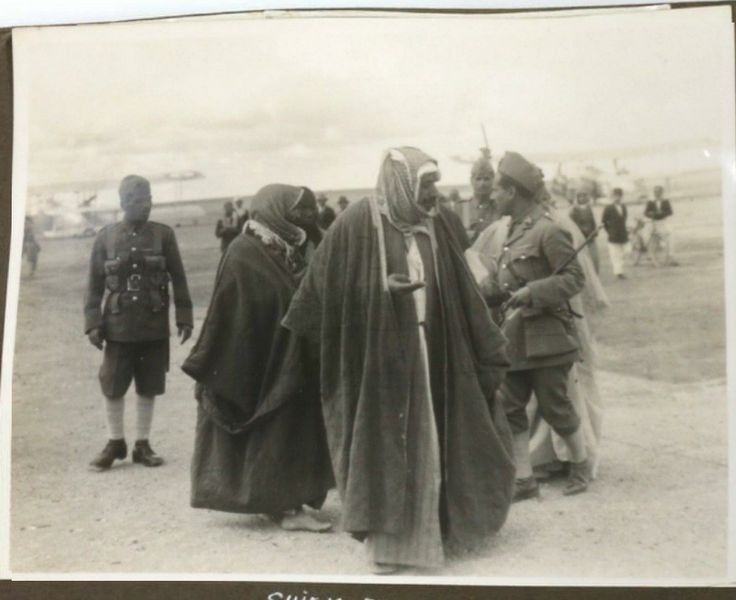
فيصل الدويش في العراق
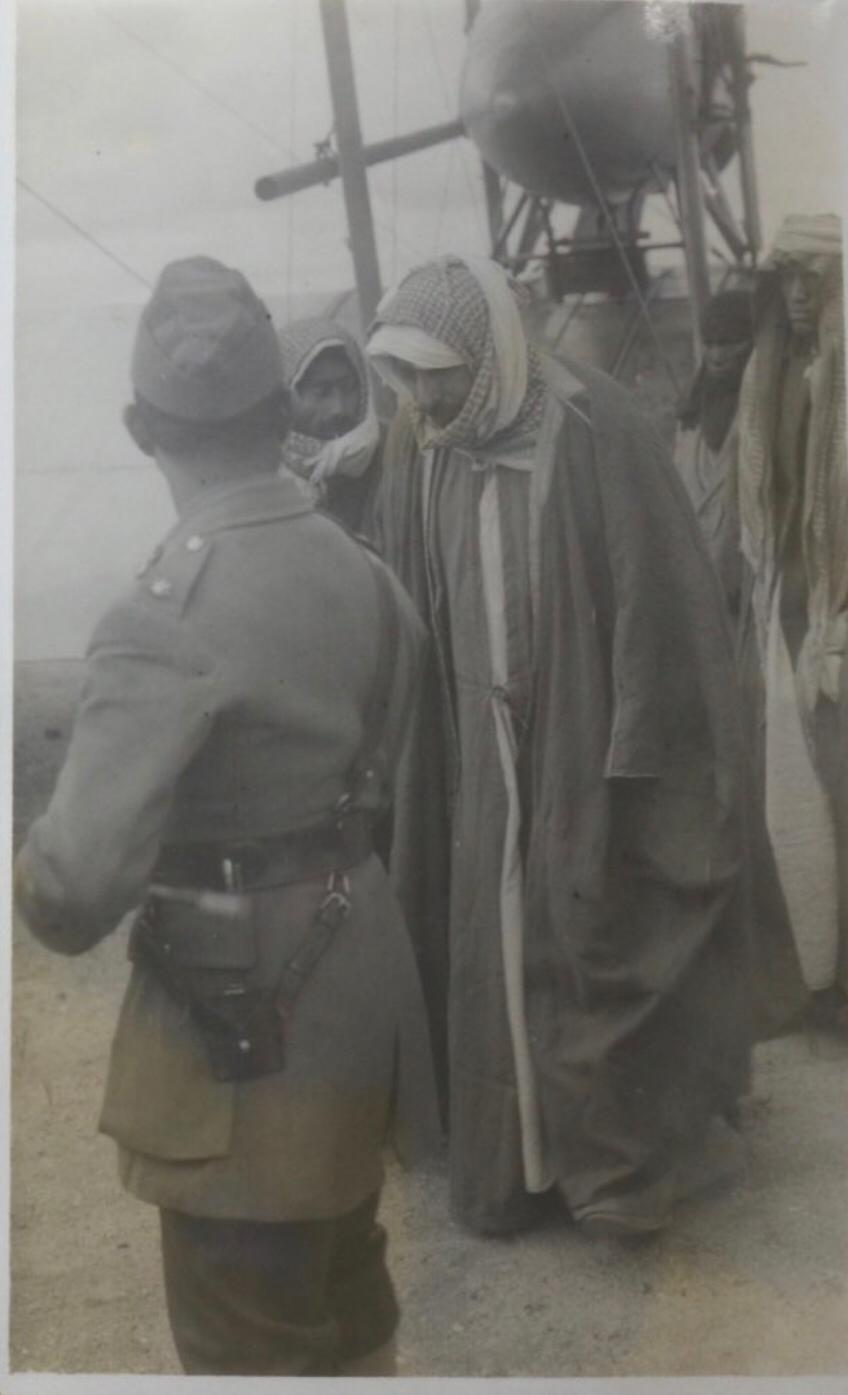
فيصل الدويش ورفاقه اثناء استسلامهم
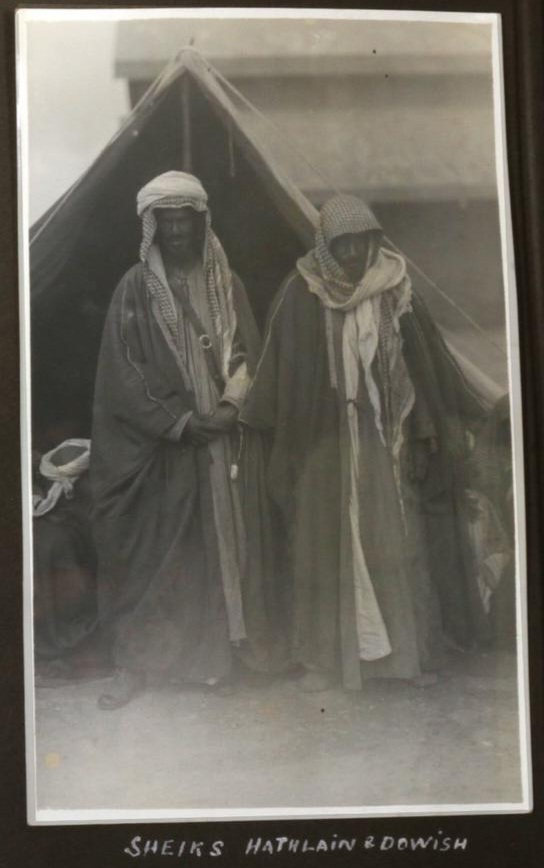
فيصل الدويش ونايف بن حثلين.
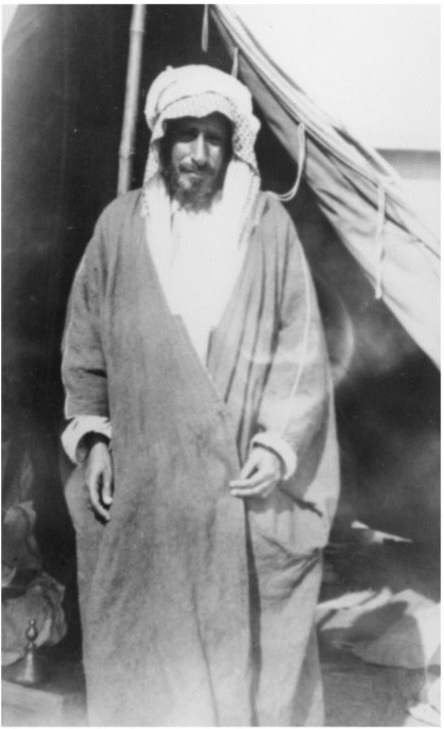
صورة شخصية لفيصل الدويش وهو في العراق
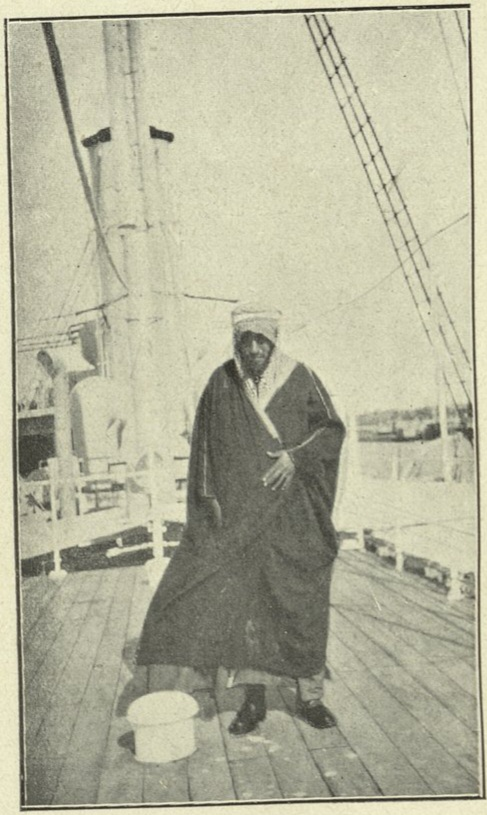
فيصل الدويش على متن سفينة بريطانية لنقله إلى ابن سعود
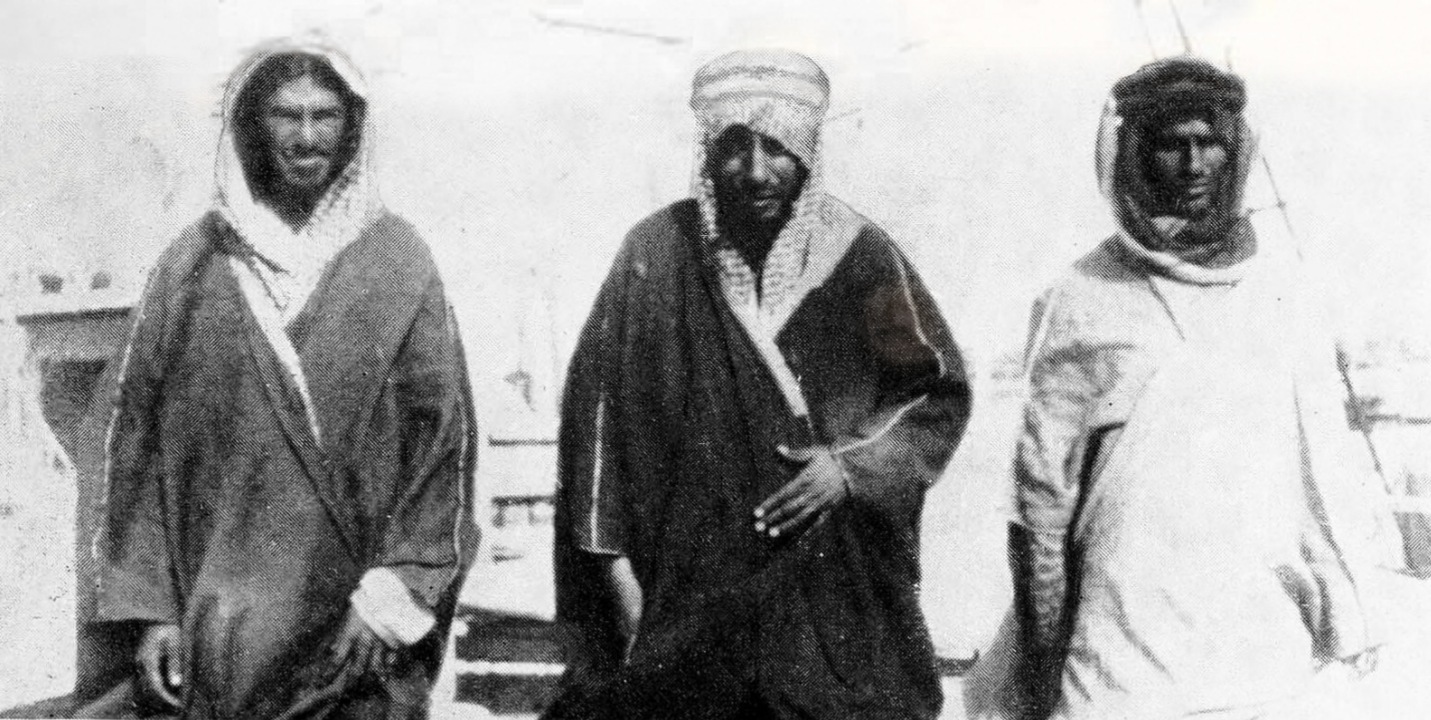
من اليمين جاسر بن صاهود بن لامي وبعده فيصل الدويش ثم نايف بن حثلين على متن بارجة بريطانية
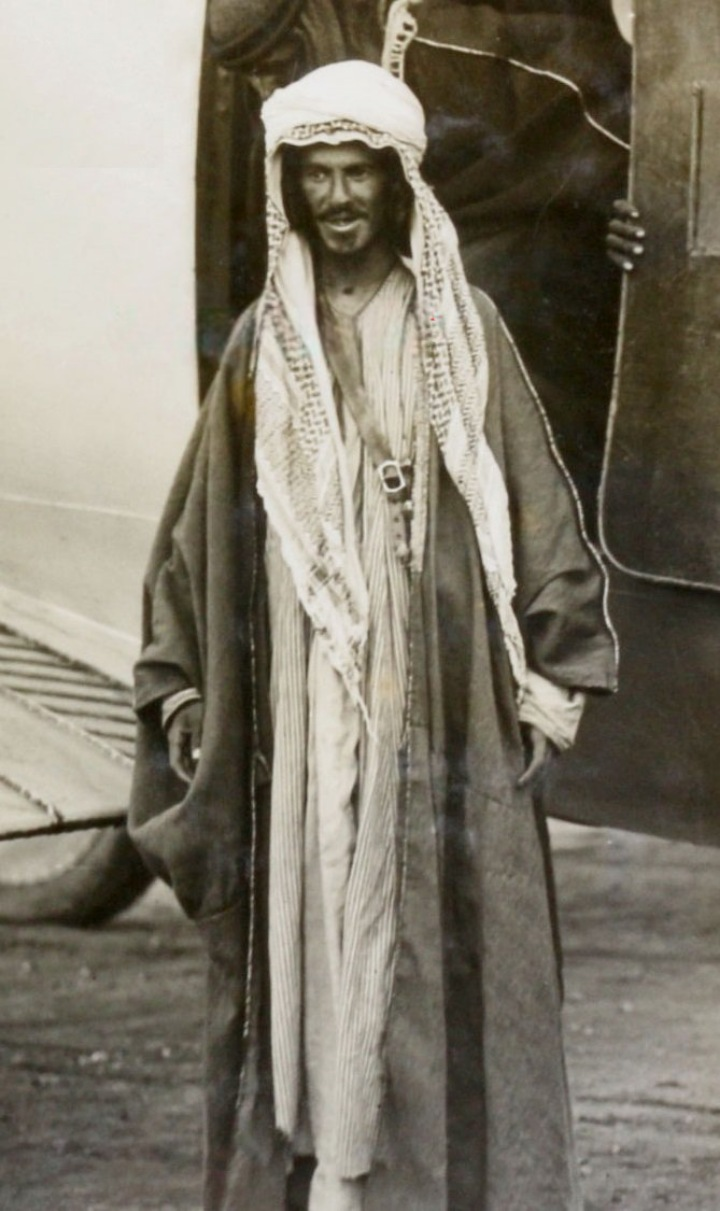
صورة لنايف بن حثلين وهو يخرج من الطائرة وخلفه جاسر بن صاهود بن لامي.